# Ministre d'État aux Affaires étrangères (Royaume-Uni)
Ministre d'État aux Affaires étrangères  est un poste ministériel de niveau intermédiaire au sein du Gouvernement de Sa Majesté, le ministre est l'adjoint du Secrétaire d'État des Affaires étrangères et du Commonwealth.

## Ministres d'État aux Affaires étrangères 1943-1968
| Nom      | Nom                         | Portrait     | Mandat            | Mandat          | Parti Politique  | P.M.                           | P.M.                               | F.Sec.                                                    |
| -------- | --------------------------- | ------------ | ----------------- | --------------- | ---------------- | ------------------------------ | ---------------------------------- | --------------------------------------------------------- |
|          | Richard Law                 |              | 25 septembre 1943 | 25 mai 1945     | Conservateur     |                                | Churchill                          | Eden                                                      |
|          | William Mabane              |              | 25 mai 1945       | 26 juillet 1945 | National Libéral |                                | Churchill                          | Eden                                                      |
|          | Philip Noel-Baker           |              | 3 août 1945       | 4 octobre 1946  | Travailliste     |                                | Attlee                             | Bevin                                                     |
|          | Hector McNeil               |              | 4 octobre 1946    | 28 février 1950 | Travailliste     |                                | Attlee                             | Bevin                                                     |
|          | Kenneth Younger             |              | 28 février 1950   | 26 octobre 1951 | Travailliste     |                                | Attlee                             | Bevin                                                     |
| Morrison | Kenneth Younger             |              | 28 février 1950   | 26 octobre 1951 | Travailliste     |                                | Attlee                             |                                                           |
|          | Selwyn Lloyd                |              | 30 octobre 1951   | 18 octobre 1954 | Conservateur     |                                | Churchill                          | Eden                                                      |
|          | Gerald Isaacs               |              | 11 novembre 1953  | 9 janvier 1957  | Conservateur     |                                | Churchill (1953–55) Eden (1955–57) | Eden (1953–55) Macmillan (1955) Lloyd (1955–59)           |
|          | Anthony Nutting             |              | 18 octobre 1954   | 3 novembre 1956 | Conservateur     |                                | Churchill (1953–55) Eden (1955–57) | Eden (1953–55) Macmillan (1955) Lloyd (1955–59)           |
|          | Allan Noble                 |              | 9 novembre 1956   | 16 janvier 1959 | Conservateur     |                                | Anthony Eden                       | Lloyd                                                     |
|          | David Ormsby-Gore           |              | 16 janvier 1957   | 27 juin 1961    | Conservateur     |                                | Macmillan                          | Lloyd                                                     |
|          | John Profumo                |              | 16 janvier 1959   | 27 juillet 1960 | Conservateur     |                                | Macmillan                          | Lloyd                                                     |
|          | Joseph Godber               |              | 27 juin 1961      | 27 juin 1963    | Conservateur     | Douglas-Home                   | Macmillan                          |                                                           |
|          | Henry Scrymgeour-Wedderburn |              | 9 octobre 1961    | 16 octobre 1964 | Conservateur     | Douglas-Home                   | Macmillan                          |                                                           |
|          | Henry Scrymgeour-Wedderburn | Douglas-Home | 9 octobre 1961    | 16 octobre 1964 | Conservateur     | Butler                         |                                    |                                                           |
|          | Peter Thomas                | Douglas-Home |                   | 27 juin 1963    | Conservateur     | Butler                         | 16 octobre 1964                    |                                                           |
|          | George Thomson              |              | 16 octobre 1964   | 31 mars 1966    | Travailliste     |                                | Wilson                             | Gordon Walker (1964–65) Stewart (1965–66) Brown (1965–68) |
|          | Hugh Foot                   |              | 16 octobre 1964   | 17 octobre 1968 | Travailliste     |                                | Wilson                             | Gordon Walker (1964–65) Stewart (1965–66) Brown (1965–68) |
|          | Walter Padley               |              | 19 octobre 1964   | 7 janvier 1967  | Travailliste     |                                | Wilson                             | Gordon Walker (1964–65) Stewart (1965–66) Brown (1965–68) |
|          | Alun Gwynne Jones           |              | 23 octobre 1964   | 17 octobre 1968 | Travailliste     |                                | Wilson                             | Gordon Walker (1964–65) Stewart (1965–66) Brown (1965–68) |
|          | Eirene White                |              | 31 mars 1966      | 7 janvier 1967  | Travailliste     | Brown (1966–68) Stewart (1968) | Wilson                             |                                                           |
|          | George Thomson              |              | 7 janvier 1967    | 29 août 1967    | Travailliste     | Brown (1966–68) Stewart (1968) | Wilson                             |                                                           |
|          | Fred Mulley                 |              | 7 janvier 1967    | 17 octobre 1968 | Travailliste     | Brown (1966–68) Stewart (1968) | Wilson                             |                                                           |
|          | Goronwy Roberts             |              | 29 août 1967      | 17 octobre 1968 | Travailliste     | Brown (1966–68) Stewart (1968) | Wilson                             |                                                           |

## Ministres d'État aux Affaires étrangères et du Commonwealth 1968–
| Nom                               | Nom                                                                | Portrait  | Mandat            | Mandat            | Parti Politique    | P.M.     | P.M.        | F.Sec.          |
| --------------------------------- | ------------------------------------------------------------------ | --------- | ----------------- | ----------------- | ------------------ | -------- | ----------- | --------------- |
|                                   | Hugh Foot                                                          |           | 17 octobre 1968   | 19 juin 1970      | Travailliste       |          | Wilson      | Stewart         |
|                                   | Alun Gwynne Jones                                                  |           | 17 octobre 1968   | 19 juin 1970      | Travailliste       |          | Wilson      | Stewart         |
|                                   | Fred Mulley                                                        |           | 17 octobre 1968   | 13 octobre 1969   | Travailliste       |          | Wilson      | Stewart         |
|                                   | Goronwy Roberts                                                    |           | 17 octobre 1968   | 13 octobre 1969   | Travailliste       |          | Wilson      | Stewart         |
|                                   | Malcolm Shepherd                                                   |           | 17 octobre 1968   | 19 juin 1970      | Travailliste       |          | Wilson      | Stewart         |
|                                   | Joseph Godber                                                      |           | 19 juin 1970      | 9 avril 1972      | Conservateur       |          | Heath       | Douglas-Home    |
|                                   | Priscilla Buchan                                                   |           | 9 avril 1972      | 4 mars 1974       | Conservateur       |          | Heath       | Douglas-Home    |
|                                   | Julian Amery                                                       |           | 9 avril 1972      | 4 mars 1974       | Conservateur       |          | Heath       | Douglas-Home    |
|                                   | Robert Lindsay                                                     |           | 9 avril 1972      | 4 mars 1974       | Conservateur       |          | Heath       | Douglas-Home    |
|                                   | David Ennals                                                       |           | 7 mars 1974       | 10 septembre 1976 | Travailliste       |          | Wilson      | Callaghan       |
|                                   | Roy Hattersley                                                     |           | 7 mars 1974       | 10 septembre 1976 | Travailliste       |          | Wilson      | Callaghan       |
|                                   | Goronwy Roberts                                                    |           | 4 décembre 1975   | 4 mai 1979        | Travailliste       |          | Wilson      | Callaghan       |
|                                   | Goronwy Roberts                                                    | Callaghan | 4 décembre 1975   | 4 mai 1979        | Travailliste       |          |             | Callaghan       |
| Crosland (1976–77) Owen (1977–79) | Goronwy Roberts                                                    |           | 4 décembre 1975   | 4 mai 1979        | Travailliste       |          |             |                 |
|                                   | Ted Rowlands                                                       |           | 10 septembre 1976 | 4 mai 1979        | Travailliste       |          |             |                 |
|                                   | David Owen                                                         |           | 10 septembre 1976 | 21 février 1977   | Travailliste       | Crosland |             |                 |
|                                   | Frank Judd                                                         |           | 21 février 1977   | 4 mai 1979        | Travailliste       | Owen     |             |                 |
|                                   | Peter Blaker                                                       |           | 4 mai 1979        | 14 septembre 1981 | Conservateur       |          | Thatcher    | Lord Carrington |
|                                   | Nicholas Ridley                                                    |           | 4 mai 1979        | 14 septembre 1981 | Conservateur       |          | Thatcher    | Lord Carrington |
|                                   | Richard Luce                                                       |           | 14 septembre 1981 | 5 avril 1982      | Conservateur       |          | Thatcher    | Lord Carrington |
|                                   | Cranley Onslow                                                     |           | 5 avril 1982      | 13 juin 1983      | Conservateur       | Pym      | Thatcher    |                 |
|                                   | John Ganzoni                                                       |           | 5 avril 1982      | 13 juin 1983      | Conservateur       | Pym      | Thatcher    |                 |
|                                   | Richard Luce                                                       |           | 13 juin 1983      | 2 septembre 1985  | Conservateur       | Howe     | Thatcher    |                 |
|                                   | Janet Young                                                        |           | 13 juin 1983      | 13 juin 1987      | Conservateur       | Howe     | Thatcher    |                 |
|                                   | Tim Renton                                                         |           | 2 septembre 1985  | 13 juin 1987      | Conservateur       | Howe     | Thatcher    |                 |
|                                   | David Mellor                                                       |           | 13 juin 1987      | 25 juillet 1988   | Conservateur       | Howe     | Thatcher    |                 |
|                                   | Simon Arthur                                                       |           | 13 juin 1987      | 24 juillet 1989   | Conservateur       | Howe     | Thatcher    |                 |
|                                   | William Waldegrave                                                 |           | 26 juillet 1988   | 2 novembre 1990   | Conservateur       | Howe     | Thatcher    |                 |
| Major (1989) Hurd (1989–90)       | William Waldegrave                                                 |           | 26 juillet 1988   | 2 novembre 1990   | Conservateur       |          | Thatcher    |                 |
|                                   | Ivon Moore-Brabazon                                                |           | 24 juillet 1989   | 14 juillet 1990   | Conservateur       |          | Thatcher    |                 |
|                                   | Malcolm Sinclair                                                   |           | 14 juillet 1990   | 14 avril 1992     | Conservateur       | Hurd     | Thatcher    |                 |
|                                   | Malcolm Sinclair                                                   | Major     | 14 juillet 1990   | 14 avril 1992     | Conservateur       | Hurd     |             |                 |
|                                   | Douglas Hogg                                                       |           | 2 novembre 1990   | 5 juillet 1995    | Conservateur       | Hurd     |             |                 |
|                                   | Alastair Goodlad                                                   |           | 15 avril 1992     | 5 juillet 1995    | Conservateur       | Hurd     |             |                 |
|                                   | Jeremy Hanley                                                      |           | 5 juillet 1995    | 5 mai 1997        | Conservateur       | Rifkind  |             |                 |
|                                   | Nicholas Bonsor                                                    |           | 5 juillet 1995    | 5 mai 1997        | Conservateur       | Rifkind  |             |                 |
|                                   | Tony Lloyd                                                         |           | 5 mai 1997        | 28 juillet 1999   | Travailliste       |          | Blair       | Cook            |
|                                   | John Battle                                                        |           | 28 juillet 1999   | 11 juin 2001      | Travailliste       |          | Blair       | Cook            |
|                                   | Elizabeth Symons Ministre d'État pour le Moyen-Orient              |           | 11 juin 2001      | 5 mai 2005        | Travailliste       | Straw    | Blair       |                 |
|                                   | Kim Howells                                                        |           | 11 mai 2005       | 6 octobre 2008    | Travailliste       | Straw    | Blair       |                 |
| Beckett                           | Kim Howells                                                        |           | 11 mai 2005       | 6 octobre 2008    | Travailliste       |          | Blair       |                 |
|                                   | Kim Howells                                                        | Brown     | 11 mai 2005       | 6 octobre 2008    | Travailliste       | Miliband |             |                 |
|                                   | Bill Rammell                                                       | Brown     |                   | 6 octobre 2008    | Travailliste       | Miliband | 8 juin 2009 |                 |
|                                   | Ivan Lewis                                                         | Brown     |                   | 8 juin 2009       | Travailliste       | Miliband | 11 mai 2010 |                 |
|                                   | Jeremy Browne                                                      |           | 13 mai 2010       | 4 septembre 2012  | Libéral Démocrates |          | Cameron     | Hague           |
|                                   | Sayeeda Warsi                                                      |           | 4 septembre 2012  | 5 août 2014       | Conservateur       |          | Cameron     | Hague           |
|                                   | Hugo Swire                                                         |           | 4 septembre 2012  | 15 juillet 2016   | Conservateur       |          | Cameron     | Hague           |
| Hammond                           | Hugo Swire                                                         |           | 4 septembre 2012  | 15 juillet 2016   | Conservateur       |          | Cameron     |                 |
|                                   | Alan Duncan Ministre d'État pour l'Europe et les Amériques         |           | 15 juillet 2016   | 22 juillet 2019   | Conservateur       |          | May         | Johnson         |
| Hunt                              | Alan Duncan Ministre d'État pour l'Europe et les Amériques         |           | 15 juillet 2016   | 22 juillet 2019   | Conservateur       |          | May         |                 |
|                                   | Christopher Pincher Ministre d'État pour l'Europe et les Amériques |           | 25 juillet 2019   | 13 février 2020   | Conservateur       |          | Johnson     | Raab            |
|                                   | Zac Goldsmith Ministre d'État pour le Pacifique                    |           | 13 février 2020   | 12 novembre 2023  | Conservateur       |          | Johnson     | Raab            |
|                                   | David Cameron                                                      |           | 13 novembre 2023  | En Fonction       |                    |          |             |                 |